# Gibson Moderne

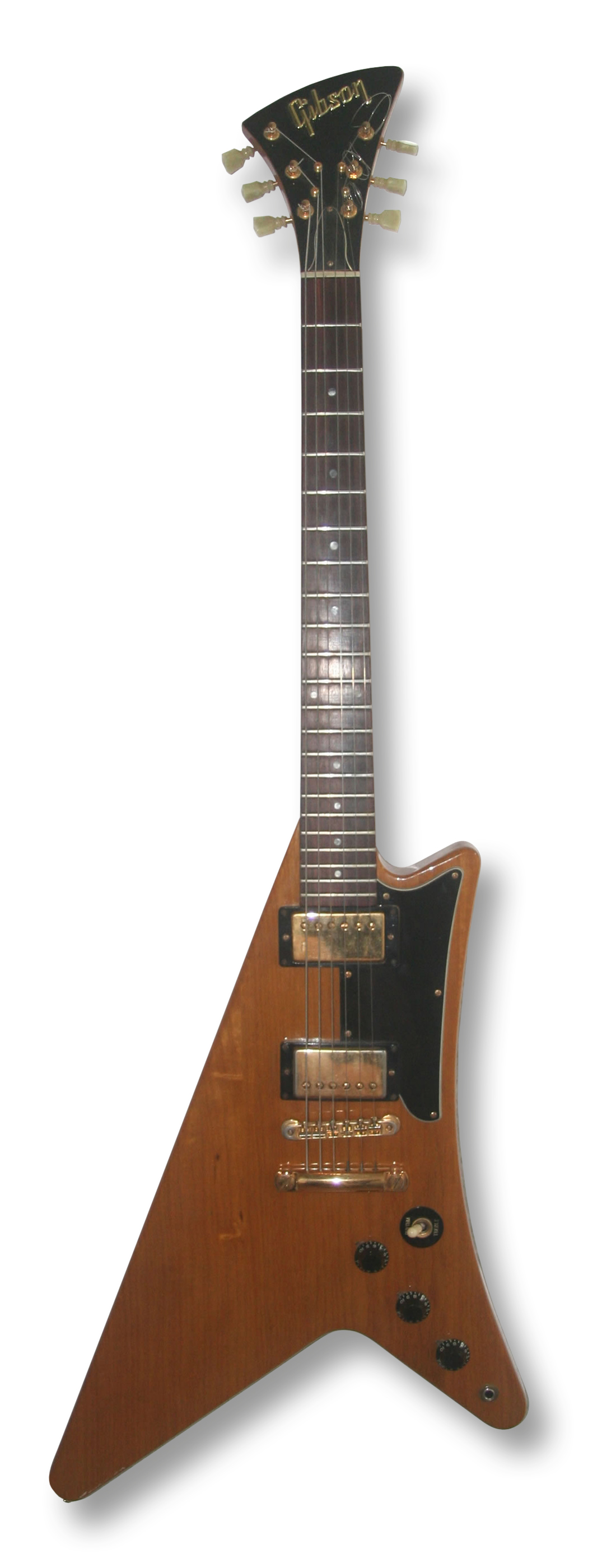
Gibson Moderne Heritage (1982)

Die Gibson Moderne ist ein 1957 entworfenes, seltenes Solidbody-E-Gitarren-Modell mit auffällig asymmetrischem Korpus des US-amerikanischen Musikinstrumentenherstellers Gibson Guitar Corporation. Das Modell, dessen geradlinige, ausladende Korpusform seiner Zeit weit voraus war, wurde von Gibson erstmals 1982, fünfundzwanzig Jahre nach seinem Entwurf, angeboten.

## Geschichte

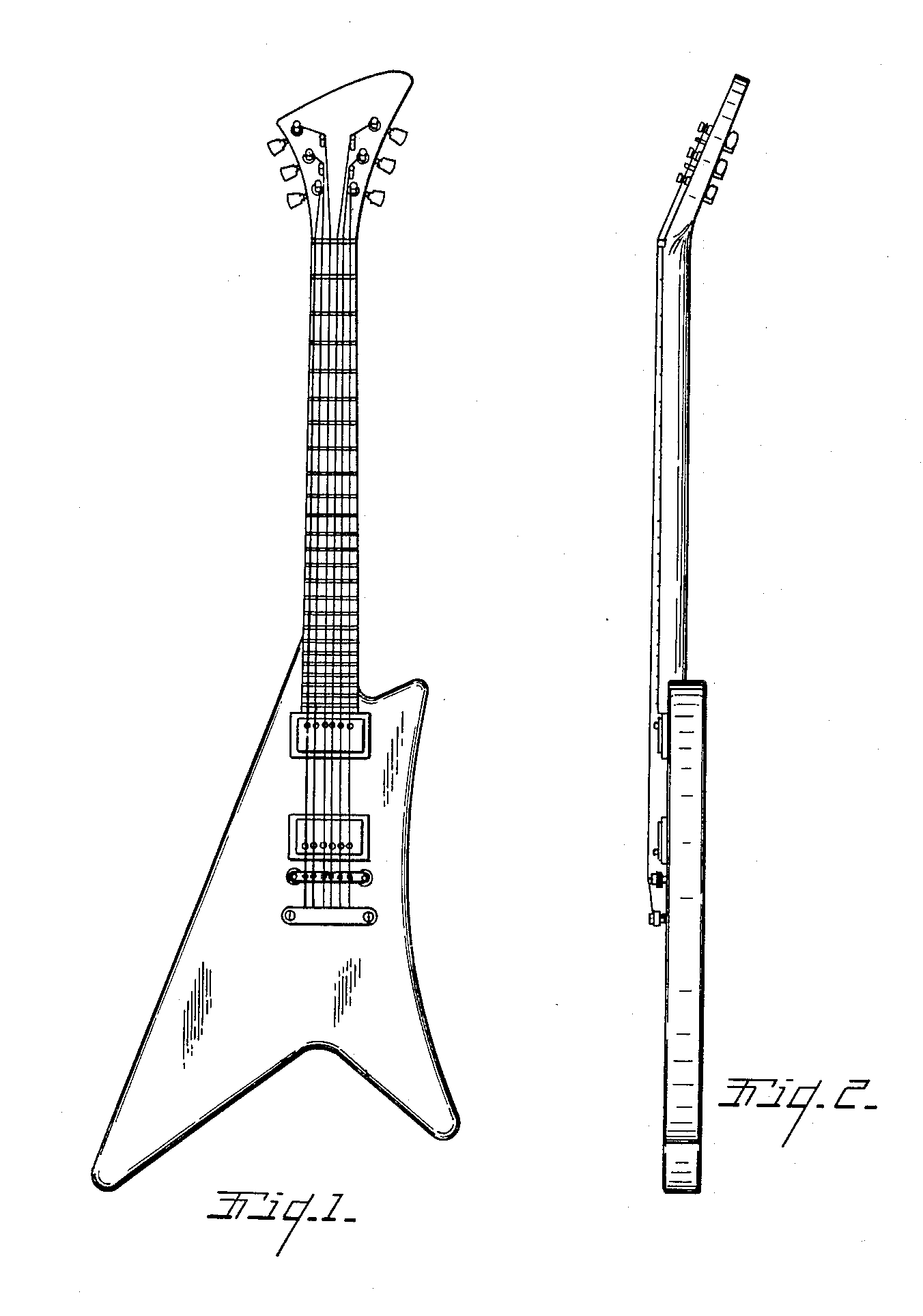
Patentzeichnung der Moderne

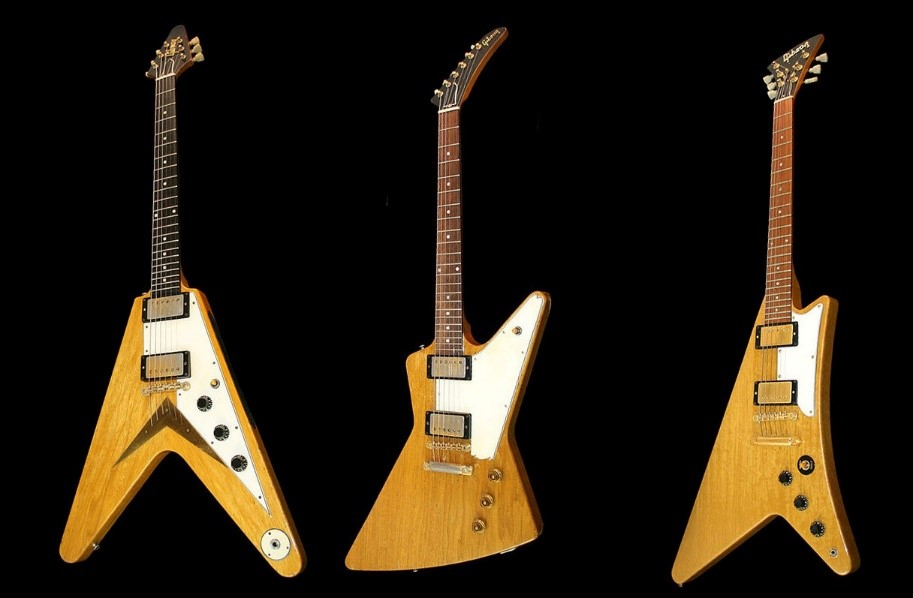
Die Gibson Modernistic-Serie, von links nach rechts: Flying V, Explorer und Moderne

Der Präsident der Firma Gibson Guitar Corporation, Ted McCarty, entschied Mitte der 1950er-Jahre, einige neue Modelle mit modernem Design ins Firmenprogramm aufzunehmen. Als Ergebnis entstanden in der Modernistic benannten Reihe die Entwürfe Explorer, Futura (ein früher Prototyp der Explorer), Flying V und Moderne. Ob die Moderne in jener Zeit überhaupt in nennenswerten Stückzahlen hergestellt wurde, ist bis heute ungeklärt. Die Bücher weisen zwar die Herstellung von etwa zwanzig Exemplaren aus, danach verliert sich jedoch jede Spur. Ob ein Originalinstrument von 1957 erhalten blieb, ist unbekannt. Aus dieser Zeit existieren lediglich wenige Fotos und die Patentzeichnung der Moderne. Heute geht man davon aus, dass die damals gebauten Exemplare, obwohl am 20. Juni 1957 von Ted McCarty zum Patent angemeldet, nur als Prototypen für das Schwestermodell, die Explorer, dienten. Seit Anfang der 1980er-Jahre hat Gibson jedoch mindestens eine limitierte Sonderauflage der Moderne auf den Markt gebracht. Im Jahr 1982 erschien ein als Gibson Moderne Heritage bezeichnetes Modell, das in einer Auflage von weniger als 200 Stück hergestellt und bereits im darauf folgenden Jahr wieder aus dem Programm genommen wurde. Bereits im Jahr 1975 hatte die japanische Gitarrenmarke Ibanez eine leicht veränderte Kopie der Moderne auf den Markt gebracht. Die Gibson-Tochter Epiphone brachte 2000 eine Limited Edition heraus.

## Design und Konstruktion des Modells
Alle Modelle der Modernistic-Reihe sind Solidbody-Instrumente, in der Erstauflage mit Korpus aus Korinaholz, einer Mahagoni-Art, und sind bestückt mit zwei Humbucker-Tonabnehmern mit Metallkappen. Wie das Modell Explorer hat die Moderne einen geradlinigen asymmetrischen Korpus, der mit seinem unten doppelt gepfeilten Korpusumriss jedoch auch Ähnlichkeit mit dem Modell Flying V aufweist. Die ebenfalls asymmetrische Kopfplatte des Modells ist nach oben deutlich verbreitert und hat weit auseinanderliegende Stimmmechaniken in 3:3-Anordnung, was die Führung von vier der sechs Saiten über Umlenkrollen auf der Kopfplatte erforderlich macht. In der technischen Ausstattung (Hardware) gleicht die Moderne augenscheinlich der Explorer.